# 名古屋市営バス御器所営業所
名古屋市営バス御器所営業所（なごやしえいバスごきそえいぎょうしょ）は、愛知県名古屋市昭和区御器所通にある名古屋市営バスの営業所。最寄のバス停留所は御器所通であり、主に昭和区西部の路線を担当している。
名古屋市営バスで数少ない、幹線系統を担当しない営業所である。
地下鉄御器所駅の近くに位置するが、バスターミナルは存在しない。

## 沿革
- 1940年（昭和15年）4月1日 : 御器所自動車運輸事務所として開設。
- 1941年（昭和16年）8月6日 : 松ヶ枝自動車運輸事務所（1952年移転廃止）の御器所分所に降格。
- 1943年（昭和18年）12月1日 : 御器所自動車運輸事務所に昇格。松ヶ枝自動車運輸事務所を分所として所管。
- 1945年（昭和20年）3月19日 : 松ヶ枝分所とともに名古屋大空襲で全焼。同年7月10日に松ヶ枝分所は閉鎖された。
- 1946年（昭和21年）3月26日 : 横田分所を開設。
- 1947年（昭和22年）10月1日 : 横田分所が自動車運輸事務所として独立。松ヶ枝分所を再設置。
- 1949年（昭和24年）
  - 4月7日 : 松ヶ枝分所が自動車運輸事務所として独立。
  - 12月1日 : 御器所電車運輸事務所（市営トロリーバスを管理）と統合され、東自動車運輸事務所に改称。
- 1950年（昭和25年）8月23日 : 市営トロリーバスの管理を廃止。
- 1954年（昭和29年）2月25日 : 御器所自動車運輸事務所に改称。
- 1961年（昭和36年）5月15日 : 星ヶ丘分所（猪高営業所の前身）を開設。
- 1963年（昭和38年）8月1日 : 星ヶ丘分所の所管を天白自動車運輸事務所（緑営業所の前身）に変更。
- 1982年（昭和57年）12月1日 : 御器所営業所に改称。
- 2004年（平成16年）10月6日 : 猪高営業所の御器所分所に降格。
- 2019年（平成31年）4月1日 - 御器所営業所に再昇格。

## 主担当路線
（2017年4月1日現在）

### 金山11号系統
|      | 起点 | 主な経由地 | 主な経由地 | 主な経由地 | 主な経由地 | 主な経由地 | 主な経由地 | 終点 | 副担当 |
| ---- | ---- | ---------- | ---------- | ---------- | ---------- | ---------- | ---------- | ---- | ------ |
| 本   | 金山 | 高辻       | 桜山       | 藤成通五   | 檀渓通三   | 田代本通   | 覚王山     | 池下 | 野並   |
| 出入 | 桜山 | ---        | ---        | 藤成通五   | 檀渓通三   | 田代本通   | 覚王山     | 池下 | 野並   |

概要
当系統は、金山と地下鉄池下駅とを、地下鉄桜山駅・川名駅を経由して結ぶ路線である。上飯田線を除くすべての地下鉄路線に、異なる駅で接続する。
2013年度より、黒字を維持している。
沿革
1998年（平成10年）の系統再編前の番号は〔幹線4〕で、現在の〔金山16〕とは一つの系統にまとめられており、当系統は支線の扱いであった。
1984年の再編でそれまでの〔77〕（金山 - 檀渓通3 - 田代本通 - 本山 - 星ヶ丘）と〔79〕（池下 - 田代本通 - 檀渓通3 - 山下通 - 中根）が〔幹線4〕に取り込まれたときに新設された。
停留所およびダイヤ
平日・土曜・休日とも、昼間は60分間隔で運行している。金山 - 桜山（西）間では、〔金山12・本〕（桜山で分岐、〔支〕は滝子で分岐し桜山から金山方面へ合流）・〔金山14・本〕（桜山で分岐）・〔金山16〕（藤成通5で分岐）・〔御.金〕（桜山で分岐）を合わせて一定数の本数を確保している。地下鉄とは異なり新瑞橋や久屋大通（または上前津・御器所、栄・今池）を経由せず一直線で結んでいるため5系統合わせた利用者はかなり多い。マラソンフェスティバル ナゴヤ開催日は桜山交差点でマラソンコースと交差するために金山方面へは乗り入れできず、藤成通1 - 池下で折り返し運行となる。金山駅から名古屋市立大学病院へのアクセス路線という役割も担うが、本系統と〔金山16〕は市立大学病院停留所を経由せず、一つ金山寄りの桜山（東）が最寄り停留所となる。
［出入］は池下行きの始発と池下発の最終で運行される。

### 金山12号系統
|      | 起点         | 主な経由地 | 主な経由地 | 主な経由地 | 主な経由地   | 主な経由地 | 主な経由地   | 終点   | 副担当 | 備考                                                  |
| ---- | ------------ | ---------- | ---------- | ---------- | ------------ | ---------- | ------------ | ------ | ------ | ----------------------------------------------------- |
| 本   | 金山         | 高辻       | 桜山       | 菊園町一   | 石川橋       | 八事       | 八事日赤病院 | 妙見町 | 猪高   |                                                       |
| 出入 | 市立大学病院 | ---        | ---        | 菊園町一   | 石川橋       | 八事       | 八事日赤病院 | 妙見町 | 猪高   |                                                       |
| 支   | 金山         | 高辻       | 滝子       | 洲雲町     | 市立大学病院 | 桜山       | 滝子         | 金山   | 猪高   | 左回り（→方向)のみ、市立大学病院→金山は［本］と同経路 |

本系統は金山と八事日赤病院東にある妙見町との間を、桜山・石川橋経由で結ぶ路線である。旧番号は〔85〕。［本］は長い間金山 - 名古屋大学前（現：名古屋大学）という経路だったが、2004年の名城線全通により八事 - 名古屋大学で地下鉄と競合するため終点が妙見町へ変更された（同時に平日の半数を市立大学病院での折り返しに変更し、［支］とした）。地下鉄より所要時間がやや長い（乗り換え、待ち時間を含まず）ものの、地下鉄では新瑞橋経由（または上前津・御器所・八事経由など）で大回りとなる金山 - 八事日赤病院をショートカットで結んでいるため終点変更後も利用者は比較的多い。
［出入］は入庫が平日のみ、出庫は土休日のみ設定がある。入庫便は2003年の再編までは名古屋大学前発22時00分と22時30分という2便が運行されていた。また出庫便は始発の名古屋大学前行きとして毎日運行されていたが、2004年の再編から平日の始発のみ［本］が運行されることになった。なお、2003年までは金山行きの始発は出庫の関係で八事日赤病院発であった。営業係数が89であり（2017年度現在）当交通局では、数少ない黒字路線である。
［支］は市立大学病院への交通の利便を図るため2004年に新設されたが平日のみの運行である。市立大学病院では折り返しができないために滝子から脇道に入って先に市立大学病院から回り、［本］の経路に合流して金山に戻る。
平日日中は［本］と［支］が毎時2本ずつ、約15分間隔で交互に運行される。土休日は［本］のみ30-40分間隔で運行。名城線全通前の2004年までは［本］のみが日中毎時4本程度運行されており、朝夕などには金山 - 博物館という支線があった。
本系統は金山 - 桜山を走る他系統とは異なり副担当営業所が野並ではなく猪高になっている。

### 金山25号系統
|      | 起点 | 主な経由地 | 主な経由地 | 主な経由地 | 主な経由地 | 主な経由地 | 主な経由地 | 主な経由地 | 終点     | 副担当 | 備考               |
| ---- | ---- | ---------- | ---------- | ---------- | ---------- | ---------- | ---------- | ---------- | -------- | ------ | ------------------ |
| 本   | 金山 | 熱田駅     | 旗屋町     | 千年       | 築地口     | 稲永駅     | 西稲永     | 野跡小学校 | 野跡駅   | 港明   |                    |
| 出入 | 金山 | 熱田駅     | 旗屋町     | 千年       | 築地口     | ---        | ---        | ---        | 港区役所 | 港明   | 港明営業所のみ担当 |

概要
金山と港区南部のあおなみ線沿線地域とを、熱田駅・国道154号・築地口・名古屋市道金城埠頭線（金城ふ頭線）経由で結ぶ路線である。前身は市電20号系統（大津橋 - 金山橋 - 熱田駅 - 船方 - 築地口 - 名古屋港）の代替路線。港明営業所との共同運行路線である。〔幹築地1〕とは異なり、フェリー埠頭や稲永スポーツセンターへ乗り入れる路線や稲永ふ頭を経由する路線はない。系統名再編があったため、金山25として金城埠頭へ乗り入れていたことはない。地下鉄名港線とは並行しておらず、所要時間も長いが、金山 - 築地口を通しで利用する場合は地下鉄利用に比べて30円安い。
正月三が日は熱田神宮初詣参拝の利便性向上のため、熱田区役所停留所（この日は神宮東門停留所が南北に臨時移設されるために停留所名が臨時改称となる）に臨時停車する（代わりに野跡駅行きは熱田駅西停留所を通過）。また、2018年度からは毎年6月5日の熱田まつり（尚武祭）開催時には中川営業所担当の〔幹神宮2〕と同様に熱田駅 - 白鳥橋で臨時に神宮東門・熱田伝馬町を経由する迂回運行を行う（途中にある熱田区役所停留所と神宮東門停留所は通過）。2022年度からは金山行きのみ熱田伝馬町停留所にも臨時停車するようになるが、野跡駅行きは通過する。2023年度は白鳥橋停留所も移設して対応し（〔幹神宮2〕が停車する停留所に臨時停車）、金山行きのみ伝馬町交差点付近でも更に大回り迂回を行う（新しい迂回経路は〔幹神宮2〕も同様）。
沿革
1998年（平成10年）の系統再編前の番号は〔幹線8〕であり、さらにその前は〔25〕であった。2001年までは現在の〔幹築地1〕と一体で運行されており、系統番号も〔幹金山1〕であったが、2001年の再編で金山を発着する［本］・［出入］のみが当系統に分離され、港区役所・なごや港発着の路線が〔幹築地1〕とされた。
［本］は当初、途中折り返しの支線で、本線はさらに先の空見町まで結んでいたが、2001年の再編でフェリー埠頭へ乗り入れる何便かを残して野跡（現：野跡小学校）までの運行となった。
2004年のあおなみ線開業に伴う再編の際に、新設された野跡駅（野跡交通広場）までの運行となった。それまではポートメッセなごやと金山総合駅をロングランながら200円で結ぶ手段として知られ、イベント開催日に金山・名古屋両駅へ直行する臨時便とともに大量の客をさばいた時期もある。
なお、かつて〔幹金山1〕を名乗っていた頃は「熱田駅前 - 野跡」「六番町 - 野跡」の途中折り返しの支線の設定があった。
2025年4月のダイヤ改正で副担当が中川営業所から港明営業所に移管されている。
停留所およびダイヤ
［本］は平日の昼間は1時間あたり2-3本の運行で、等間隔になっていないことが多い。土曜・休日の昼間は30分毎の運行となっている。
［出入］は港営業所担当であった頃から存在する出入庫系統で、同営業所廃止後は中川営業所→港明営業所担当便の出入庫系統として運行されている。平日・土曜・休日に、朝夕を中心に1日数本存在する。金山発の最終便（2025年現在23:02発）は［出入］である。
かつて、夜に1本のみ、野跡駅発港区役所行きも設定されていた。〔幹築地1〕が港・中川の共管であった時代に野跡駅発の最終便として運行されていたものを〔幹築地1〕の鳴尾営業所への移管に伴ってこの系統に移管したものであった。中川営業所担当であったが、2022年4月2日のダイヤ改正で廃止となった。
上述の〔幹築地1〕に加え、野跡駅 - 中川橋間は〔幹名駅2・本〕、野跡駅 - 稲永新田間は〔高畑13・本〕、西稲永 - 稲永駅 - 中川橋間は〔高畑13・支〕・〔名港13・支〕、稲永駅 - 中川橋間は〔名港13・本〕とも同じ金城ふ頭線を走る経路となる。

### 金山26号系統
|    | 起点     | 主な経由地 | 主な経由地 | 主な経由地 | 主な経由地 | 主な経由地 | 主な経由地 | 終点 | 備考                  |
| -- | -------- | ---------- | ---------- | ---------- | ---------- | ---------- | ---------- | ---- | --------------------- |
| 本 | 金山     | 東別院     | 東郊通二   | 御器所通   | 出口町     | 東郊通三   | 向田町     | 金山 | 左右回り（→が右回り） |
| 出 | 御器所通 | →→         | →→         | →→         | 出口町     | 東郊通三   | 向田町     | 金山 | →のみ                 |

旧〔出入庫（金 - 御）〕→〔49〕。系統番号から分かるとおりもともとは金山送り込み用の出入庫系統であるが、出入庫系統にありがちな時間帯によるばらつきがなく、パターンダイヤで毎時1便のみが運行されているという系統であった。その後御器所営業所が一時閉鎖となり、［50イ］（名古屋駅 - 東新町 - 御器所通 - 妙見町）が経路変更し山王通（名古屋市道山王線）を通らなくなったため、御器所通 - 妙見町の部分をくっつける形で妙見町まで延長され、系統番号を〔49〕と改め那古野営業所の担当に変更された。
1998年の再編で妙見町 - 御器所通を短縮、そして〔71〕（名古屋駅 - 博物館）が〔金山24〕（金山 - 浄心町）に変更されるため通らなくなる東別院前 - 御器所通を残すためにくっつけて金山 - 金山の循環系統に組み替えて〔金山13〕を名乗るが、2001年に公共施設関連系統の〔昭和区〕に変更された。その後、地域巡回バスの新設により再び一般系統化され〔金山26〕に変更された。
日中は〔昭和巡回〕と路線を共有しているのでそちらでの運転となる。

### 吹上11号系統
|      | 起点             | 主な経由地 | 主な経由地 | 主な経由地 | 主な経由地 | 終点   |
| ---- | ---------------- | ---------- | ---------- | ---------- | ---------- | ------ |
| 本   | 吹上（振興会館） | 地下鉄吹上 | 今池       | 古出来町   | 矢田       | 大曽根 |
| 出入 | 御器所通         | 地下鉄吹上 | 今池       | 古出来町   | 矢田       | 大曽根 |

概要
本系統は、地下鉄吹上駅および今池と大曽根駅とを、環状線（名古屋市道名古屋環状線）経由で結ぶ路線である。前身は市電63号系統（矢田町四 - 今池 - 桜山町 - 新瑞橋）の代替。
沿革
1998年（平成10年）の系統再編前の番号は〔幹線6〕であり、さらに遡れば〔7〕（妙音通四丁目 - 瑞穂区役所 - 御器所通 - 今池 - 大曽根）、〔69〕（神宮東門 - 新瑞橋 - 今池 - 矢田町十丁目 - 砂田橋）、〔69ロ〕（名鉄神宮前 - 瑞穂運動場前 - 今池 - 矢田町十丁目 - 大曽根）であった。
〔幹線6〕当時の経路は以下のとおりであり、野並営業所との共管（御器所が主管）であった。
- 大曽根 - 矢田 - 古出来町 - 今池 - 御器所通 - 桜山 - 博物館 - 新瑞橋 - 妙音通4丁目
- 大曽根 - 矢田 - 古出来町 - 今池 - 御器所通 - 桜山 - 博物館 - 新瑞橋 - 弥富通3丁目 - 中根 （※1984年の市バス路線改正時に新設）
- 大幸団地（現：大幸東団地）- 砂田橋 - 矢田 - 古出来町 - 今池 - 御器所通 - 桜山 - 博物館 （※1984年の市バス路線改正時まで神宮東門まで運行していた）

このほか、出入庫支線として「大幸団地 - 御器所通」「御器所通 - 中根」「御器所通 - 妙音通4丁目」「御器所通 - 博物館」があった。
1994年に桜通線が延長したことに伴い、競合する区間のうち地下鉄吹上以南が廃止となり、吹上（振興会館）での折り返しとなった。また、この再編と同時に本営業所が改築されることになり、主担当が浄心に、副担が大森となった。
2001年の系統再編で地下鉄吹上-御器所通間が復活し、短縮前の出入庫線として運行されていた［出入］も復活した。
2003年の再編で大幸団地の転回場が廃止されたため、大幸団地への乗り入れが廃止となった。また、副担が大森から浄心に変更され、現在に至る。
一時、東市民病院利用者の利便性向上のため環状線から東市民病院を経由する系統もあったが、数ヶ月で廃止された。東市民病院は後に東部医療センターに改称され、本系統と同様に名古屋環状線を経由する〔千種13〕が経由しているが、同系統とは異なり経由しない。
停留所およびダイヤ
平日の昼間は、［本］が1時間あたり2-3本、［出入］が1時間あたり1本であり、地下鉄吹上-大曽根間では1時間あたり3-4本の運行となる。土曜・休日の昼間は、［本］が20分-40分毎、［出入］が60分毎であり、地下鉄吹上-大曽根間では20分毎となる。
2010年の再編まで浄心営業所と共管（主担=御器所、副担=浄心）であったが、この再編で御器所の単独主担となった。
桜通線開通前の〔幹線6〕は、概ね大曽根発着が2系統合わせて毎時5本、大幸団地発着が毎時2本運行しており、瑞穂区や昭和区内の南北移動に使える主要路線として、利用客もかなり多かった。また、現在桜通線が通る今池 - 新瑞橋は千種駅前発着の〔41〕（鳴尾営業所担当）も毎時3 - 4本、今池 - 瑞穂区役所は栄発着の〔30〕（野並営業所担当）も毎時2 - 3本運行されており、日中でもかなり本数が多かった。

### 中巡回系統
|    | 起点 | 主な経由地 | 主な経由地        | 主な経由地 | 主な経由地 | 主な経由地 | 主な経由地 | 主な経由地 | 主な経由地 | 主な経由地 | 終点 |
| -- | ---- | ---------- | ----------------- | ---------- | ---------- | ---------- | ---------- | ---------- | ---------- | ---------- | ---- |
| 本 | 栄   | 広小路本町 | 名古屋市 美術館東 | 新洲崎橋   | 大須観音   | 上前津     | 橘町大木戸 | 松原二     | 古渡町     | 正木       | 金山 |

地域巡回バスの一つ。2004年の再編で〔中区〕の路線変更により新設された系統である。旧番号は〔中区〕→〔6〕。旧〔中区〕は公共施設関連系統で、市役所 - （大津通） - 古沢町 - 正木 - （本町通） - 市役所という両回りの循環系統であった。その後、名古屋駅始発に経路を変えて〔6〕を名乗ったが、左右両回りを1時間ごとに交代する運行形態であった。
1998年の再編で名城線と重複する大津通の運行を止め、栄 - 広小路本町 - 大須 - 正木 - 金山という経路に直し、系統番号を再び〔中区〕とし、車両も小型専用に変える。
2001年の再編からは本町通の運行をやめて伏見通（国道19号・国道22号）を迂回するようにルートを変更、またこの時に金山からさらに東別院前・鶴舞公園前・新栄町を経由して栄へ戻る両回り循環系統に再編成されたが2003年の再編で再び東半分（鶴舞公園前経由）を廃止し栄 - 金山という経路に変わる。さらに新洲崎橋や上前津に立ち寄るように変更された。
2024年3月の再編から、橘町大木戸～古渡町の経路が変更になり、金山行きの場合、橘町交差点を右折して松原2丁目と3丁目の間を堀川左岸沿いの道まで向かい、その後山王橋から山王通を経由して古渡町へ向かうという経路になった。
2010年の再編で全便がノンステップバス運行になっている。

### 昭和巡回系統
|    | 起点       | 主な経由地   | 主な経由地 | 主な経由地 | 主な経由地 | 主な経由地 | 主な経由地 | 主な経由地 | 主な経由地 | 主な経由地 | 主な経由地 | 主な経由地 | 終点     |
| -- | ---------- | ------------ | ---------- | ---------- | ---------- | ---------- | ---------- | ---------- | ---------- | ---------- | ---------- | ---------- | -------- |
| 本 | 名古屋大学 | 八事日赤病院 | 杁中       | →→         | 広路小学校 | 御器所通   | 東郊通三   | 金山       | 東別院前   | 東郊通二   | 鶴舞公園   | 名大病院   | 御器所通 |
| 本 | 名古屋大学 | ←←           | 杁中       | 川原通     | 広路小学校 | 御器所通   | 東郊通三   | 金山       | 東別院前   | 東郊通二   | 鶴舞公園   | 名大病院   | 御器所通 |

地域巡回バスの一つ。〔昭和区〕（＝〔金山26〕）をさらに名大病院や八事日赤病院へ寄るように変更した経路になっている。
八事日赤病院 - 御器所通は1998年の再編で廃止になった〔49〕（金山 - 東郊通3 - 出口町 - 御器所通 - 広路通1 - 杁中 - 妙見町）、さらに遡れば〔50〕の経路の一部であった区間であり、6年ぶりの復活である。2010年の再編で全便がノンステップバス運行になっている。

### 熱田巡回系統
|    | 起点 | 主な経由地 | 主な経由地 | 主な経由地 | 主な経由地 | 主な経由地 | 主な経由地 | 主な経由地 | 主な経由地 | 主な経由地 | 主な経由地 | 主な経由地 | 終点 | 備考                   |
| -- | ---- | ---------- | ---------- | ---------- | ---------- | ---------- | ---------- | ---------- | ---------- | ---------- | ---------- | ---------- | ---- | ---------------------- |
| 本 | 金山 | 高蔵       | 熱田プール | 神宮東公園 | 熱田伝馬町 | 神宮東門   | 旗屋町     | 船方       | 熱田西町   | 日比野     | 野立小学校 | 八熊通     | 金山 | 左右回り （→が右回り） |

地域巡回バスの一つ。概ね熱田区北部地域をカバーしている（南部地域は幹神宮1、幹神宮2などがカバー）。本系統は熱田区内で完結しておらず、八熊通付近で中川区を経由している（起終点の金山バスターミナルは中区にある）。
2014年の再編で熱田西町(新設)、船方を経由するルートに変更され、地下鉄西高蔵を経由しなくなった。
2017年6月23日より路線愛称が付けられ、交通局で考案されたものに名古屋市民を対象に投票した結果、「くるりん熱田」に決定した。
神宮前駅西口の再開発に伴う駅前広場の廃止による、神宮東門バスターミナルのターミナルとしての機能縮小に対応するため、2022年4月2日の再編より経路が変更となった。具体的には起終点を金山バスターミナルに変更し、金山南口経由を廃止。また船方から旗屋町経由で神宮東門に向かっていた経路を熱田伝馬町経由に変更して、神宮東門で折り返しをしなくてもいいような経路に変更している。
2024年3月の再編から神宮東門付近の経路が再び変更となり、左回りの場合、2022年の再編以前のように旗屋町から神宮東門へ向かい、その後は東海通、伏見通を経由して旗屋町交差点から元の道へ戻る、即ち旗屋町～神宮東公園間で熱田神宮の周りを1周するという経路になった。
また、同再編で担当が鳴尾営業所から当営業所へ移管されている。

### 出入庫系統
|                 | 起点 | 主な経由地 | 主な経由地 | 主な経由地 | 終点     |
| --------------- | ---- | ---------- | ---------- | ---------- | -------- |
| 出入庫（御.金） | 金山 | 高辻       | 滝子       | 桜山       | 御器所通 |

概要
この系統は金山から高辻・桜山を経由して御器所通へ向かう系統である。時刻表等では「御.金」系統と表示されている。桜山までは〔金山11〕〔金山12〕〔金山14〕〔金山16〕の補完系統としての役割も担っており、利用客は多い。桜山からは金山発着の他系統とは異なり、左折して北へ向かうために、阿由知通西側の停留所にのみ停車する。
沿革
2016年4月の再編で設定された。これと同時に経路や役割が重複していた〔金山16・出〕(桜山 - 金山、朝1便のみ)が廃止となっている。なお、1994年の御器所営業所（当時）の改修及び桜通線の野並延長に伴う再編まで同じ経路で［庫3］という出入庫系統があった。
停留所及びダイヤ
出入庫系統のため、便数はごくわずかである。

## 副担当系統
名駅17号系統
栄16号系統
栄17号系統
栄18号系統
栄20号系統
金山16号系統

## 車両
元々は日野自動車製の車両で統一されていたが、入札制の導入や営業所の再編により、現在では他メーカーの車両も多数配置されている。
配属されている車両は、以下のとおりである。ワンステップバス、ツーステップバスは配属されていない。
営業所敷地が狭いため、配置車両は少ない。
- ノンステップバス：NH・NS・NN・NF、NMH・NMS